# قوات الدفاع الفنلندية
قوات الدفاع الفنلندية (بالفنلندية: Puolustusvoimat) هي القوات المسلحة التابعة لجمهورية فنلندا، وهي تتألف من 34,700 فرد منهم 27,300 في الجيش و3,000 في البحرية، و4,400 في القوة الجوية. ويطبق التجنيد الإلزامي على جميع الرجال فوق سن 18 سنة. تبلغ ميزانية الدفاع في فنلندا حوالي ملياري يورو أيّ ما يشكل 1.4-1.6 في المئة من الناتج المحلي الإجمالي.